# Contea di Dallam
La contea di Dallam (in inglese Dallam County) è una contea dello Stato del Texas, negli Stati Uniti. La popolazione al censimento del 2010 era di 6 703 abitanti. Il capoluogo di contea è Dalhart. La contea è stata fondata nel 1876 ed in seguito organizzata nel 1891. Il suo nome deriva da James Wilmer Dallam, un avvocato ed editore di giornali.

## Geografia fisica
| Anno | Popolazione | ±%       |
| ---- | ----------- | -------- |
| 1890 | 112         |          |
| 1900 | 146         | 30.4%    |
| 1910 | 4,001       | 2,640.4% |
| 1920 | 4,528       | 13.2%    |
| 1930 | 7,830       | 72.9%    |
| 1940 | 6,494       | −17.1%   |
| 1950 | 7,640       | 17.6%    |
| 1960 | 6,302       | −17.5%   |
| 1970 | 6,012       | −4.6%    |
| 1980 | 6,531       | 8.6%     |
| 1990 | 5,461       | −16.4%   |
| 2000 | 6,222       | 13.9%    |
| 2010 | 6,703       | 7.7%     |

Secondo l'Ufficio del censimento degli Stati Uniti d'America la contea ha un'area totale di 1505 miglia quadrate (3900 km²), di cui 1503 miglia quadrate (3890 km²) sono terra, mentre 2,0 miglia quadrate (5,2 km², corrispondenti allo 0,1% del territorio) sono costituiti dall'acqua.

### Strade principali
- U.S. Highway 54
- U.S. Highway 87
- U.S. Highway 287
- U.S. Highway 385
- State Highway 102

### Contee adiacenti
- Cimarron County (nord)
- Sherman County (est)
- Hartley County (sud)
- Union County (ovest)
- Moore County (sud-est)

### Aree protette
- Rita Blanca National Grassland

## Politica
Dallam County si trova nell'86º distretto della Camera dei Rappresentanti del Texas. Il seggio è ottenuto dal 1985 dall'avvocato repubblicano, John T. Smithee, da Amarillo.

## Educazione
I seguenti distretti scolastici servono la contea di Dallam:
- Dalhart Independent School District
- Stratford Independent School District
- Texline Independent School District